# 簗瀬二子塚古墳
簗瀬二子塚古墳（やなせふたごづかこふん）は、群馬県安中市簗瀬にある古墳。形状は前方後円墳。国の史跡に指定され、出土品は安中市指定重要文化財に指定されている。

## 概要
群馬県西部、碓氷川左岸の中位段丘の縁辺部に築造された古墳である。1879年（明治12年）に石室開封・副葬品出土のことがあったほか、1995年（平成7年）以降に発掘調査が実施されている。
墳形は前方後円形で、前方部を西方向に向ける。墳丘は2段築成。墳丘外表では斜面で葺石、墳頂部・テラス部で円筒埴輪列が検出されているほか、他に形象埴輪（人物形・馬形埴輪など）も認められる。また墳丘周囲には内濠および外周溝が巡らされる。埋葬施設は後円部における両袖式横穴式石室で、南方向に開口する。前代の竪穴式石室の構築法が認められる点で古い様相の石室であり、石室内からは多数の副葬品が出土している。
築造時期は、古墳時代後期の6世紀初頭頃の築造と推定される。碓氷川の中流・上流域では唯一の前方後円墳になる。また築造当時としては群馬県で最大級の規模であり、本古墳の石室は群馬県ひいては関東地方では最古級の横穴式石室に位置づけられる点で重要視される古墳になる。
古墳域は2018年（平成30年）に国の史跡に指定され、出土品は2012年（平成24年）に安中市指定重要文化財に指定されている。現在では史跡整備のうえで公開されているが、石室内への立ち入りは制限されている。

## 遺跡歴
- 1879年（明治12年）、石室開封および副葬品の出土[3]。
- 1957年（昭和32年）、調査[2]。
- 1995年（平成7年）以降、発掘調査（安中市教育委員会、2003年に報告）[3]。
- 2011-2014年度（平成23-26年度）、史跡整備。
- 2012年（平成24年）11月27日、安中市指定史跡に指定、出土品が安中市指定重要文化財に指定[7]。
- 2015年（平成27年）7月、史跡公園として一般公開。
- 2018年（平成30年）10月15日、国の史跡に指定[5][6]。

## 墳丘
墳丘の規模は次の通り。
- 墳丘長：約80メートル
- 後円部 - 2段築成。
  - 直径：約50メートル
  - 高さ：約8メートル
- 前方部 - 2段築成。
  - 幅：約60メートル
  - 高さ：約7メートル

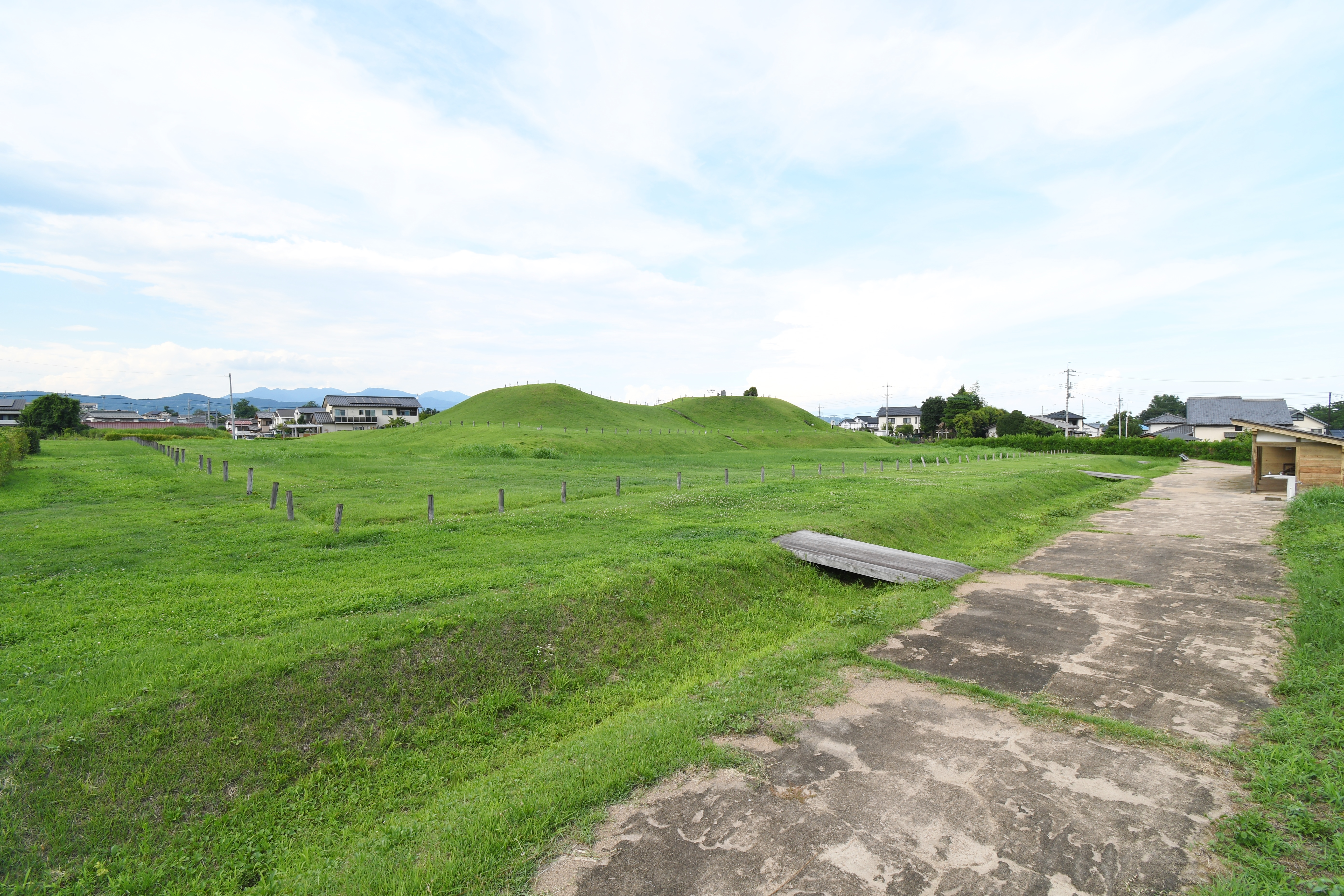
外周溝（木橋）・外堤・周濠と墳丘

墳丘周囲には内濠および外周溝が巡らされ、外周溝も含めた古墳全域は長さ125メートル以上・幅110メートルにおよぶ。内濠の前方部両隅には渡り施設が付随する。

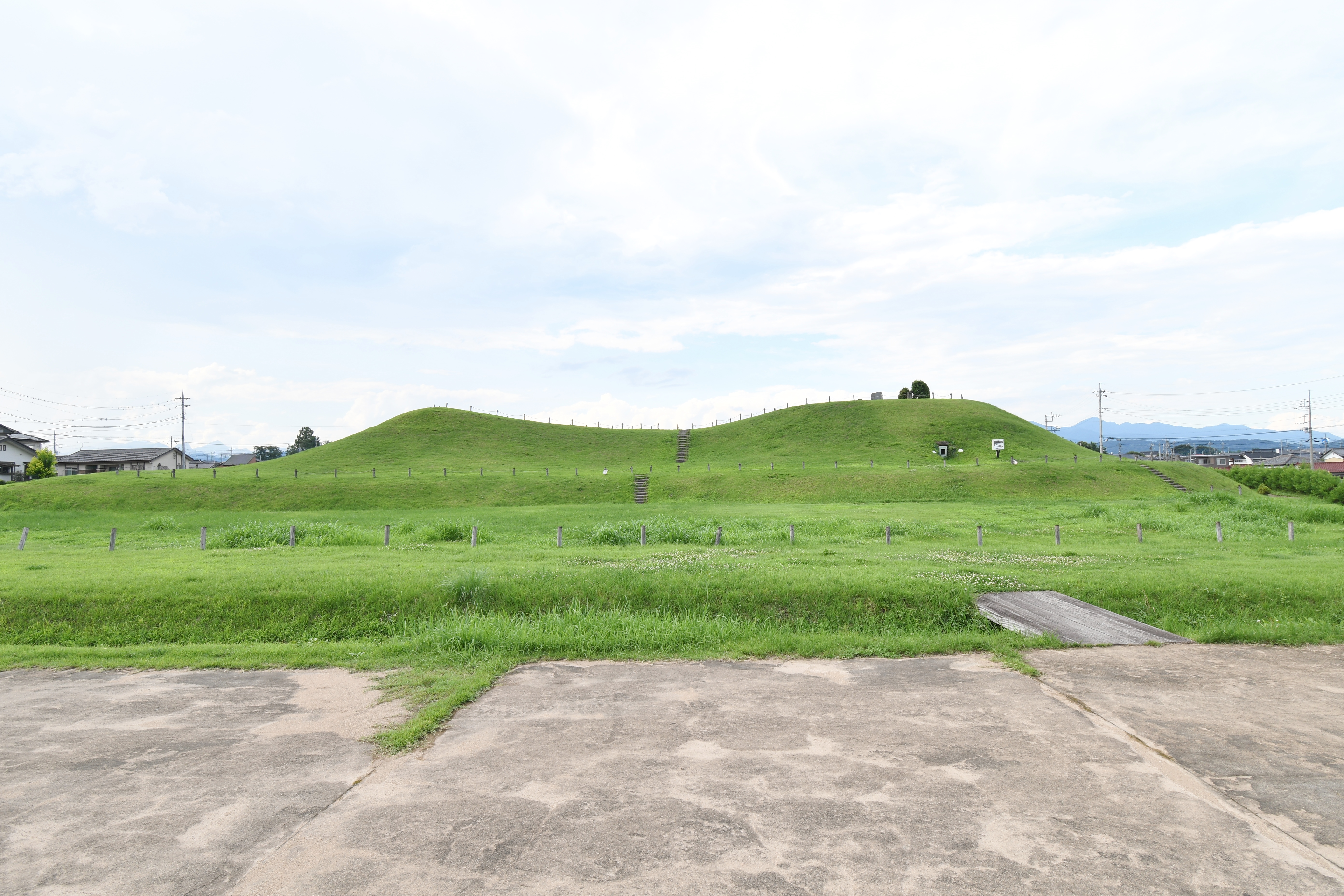
墳丘横景
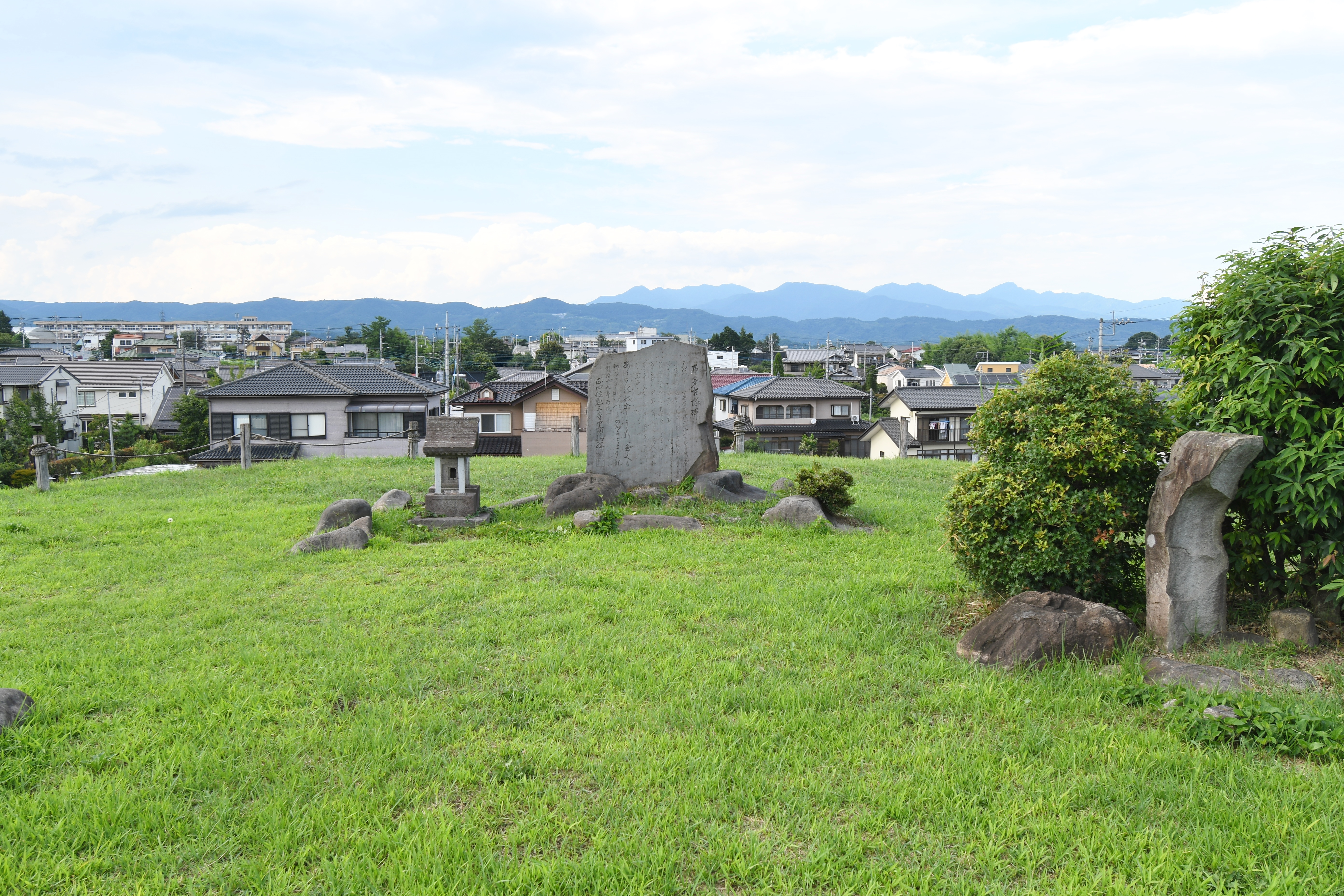
後円部墳頂
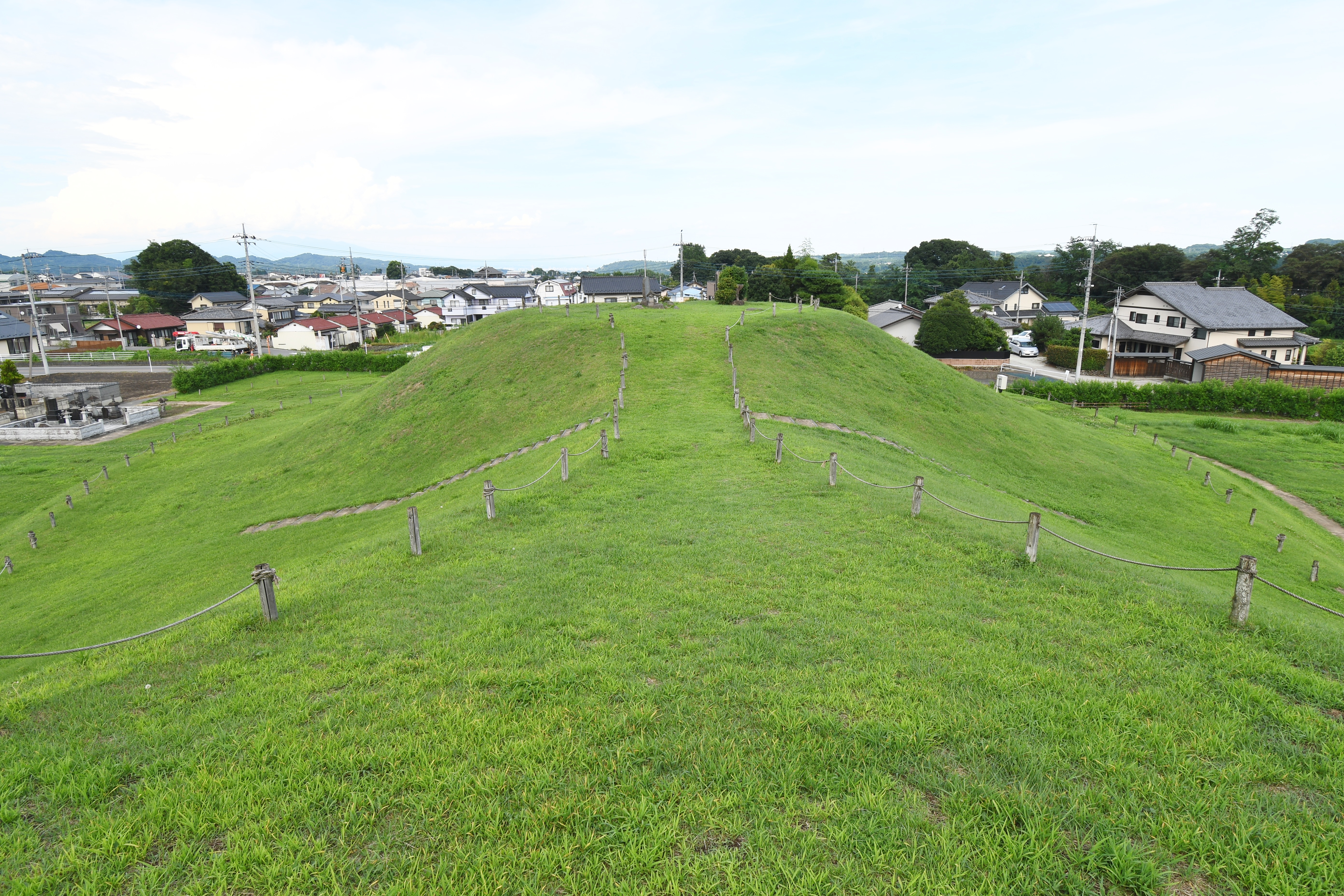
前方部から後円部を望む
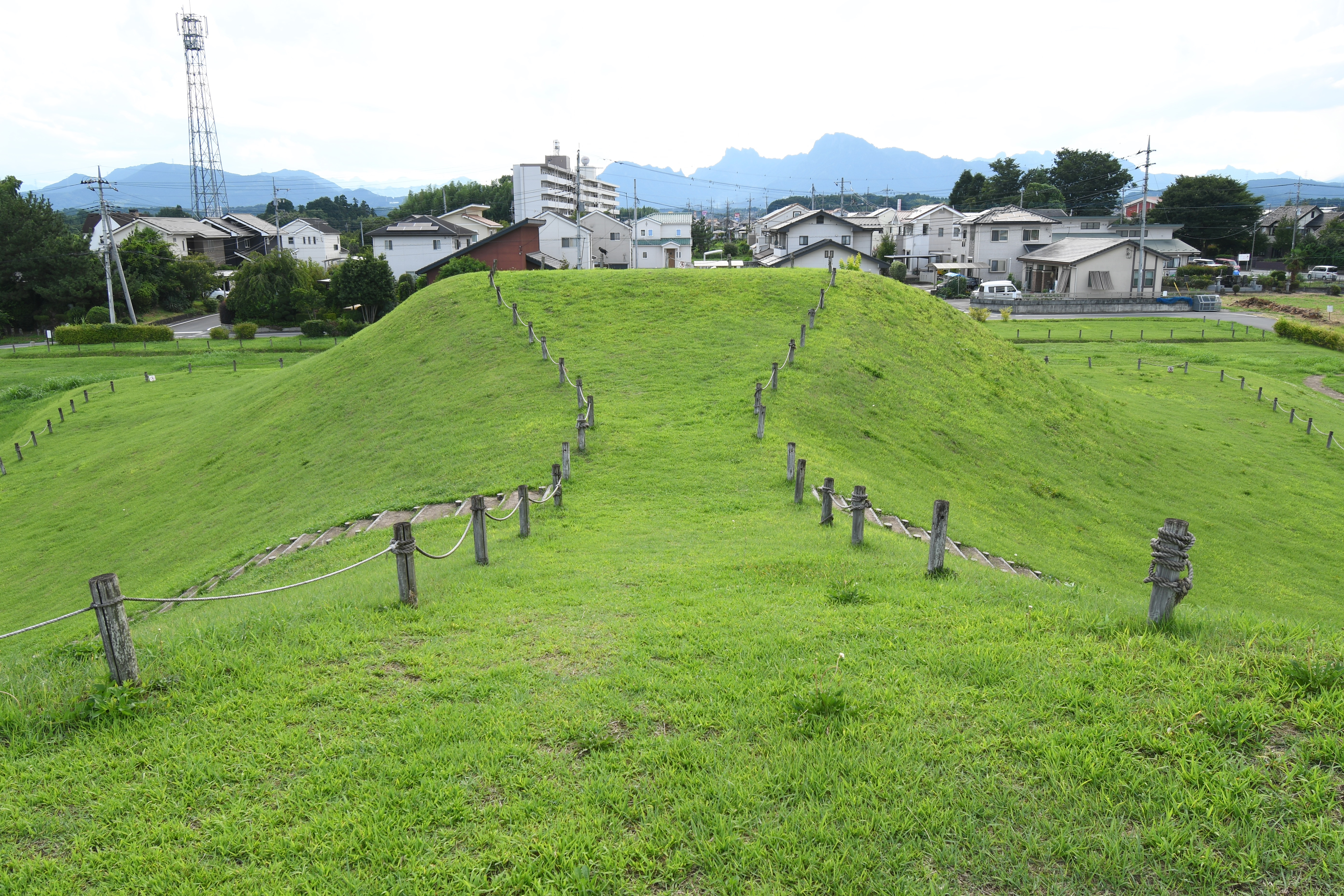
後円部から前方部を望む
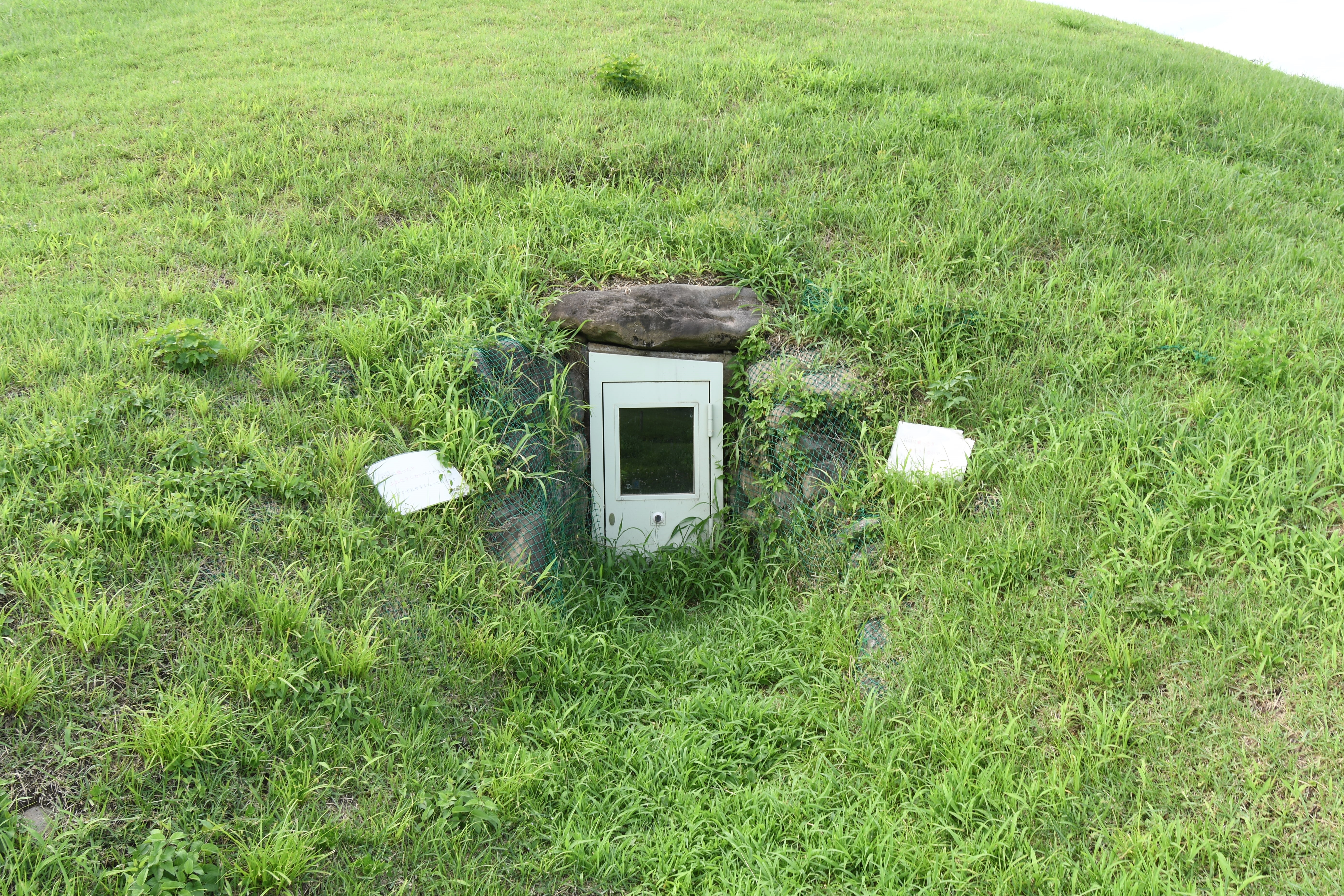
石室開口部

## 埋葬施設
埋葬施設としては後円部において両袖式横穴式石室が構築されており、南方向に開口する。石室の規模は次の通り。
- 石室全長：11.54メートル
- 玄室：長さ4.07メートル、幅2.16-2.32メートル、高さ2.20メートル
- 羨道：長さ7.47メートル、幅0.67-0.95メートル

玄室は墳丘築造前の旧地表面に構築され、テラス上面の入り口から階段状の狭長な羨道が約1.2メートル下がって接続する。石室は河原石の乱石積みで、玄室壁面はベンガラで赤彩される。また天井石は溶結凝灰岩による。構築法の特徴は竪穴式石室の系譜をひいており、竪穴式石室から移行した初期横穴式石室として群馬県域では最古級に位置づけられる。石室内からは多数の副葬品が出土している。

## 出土品

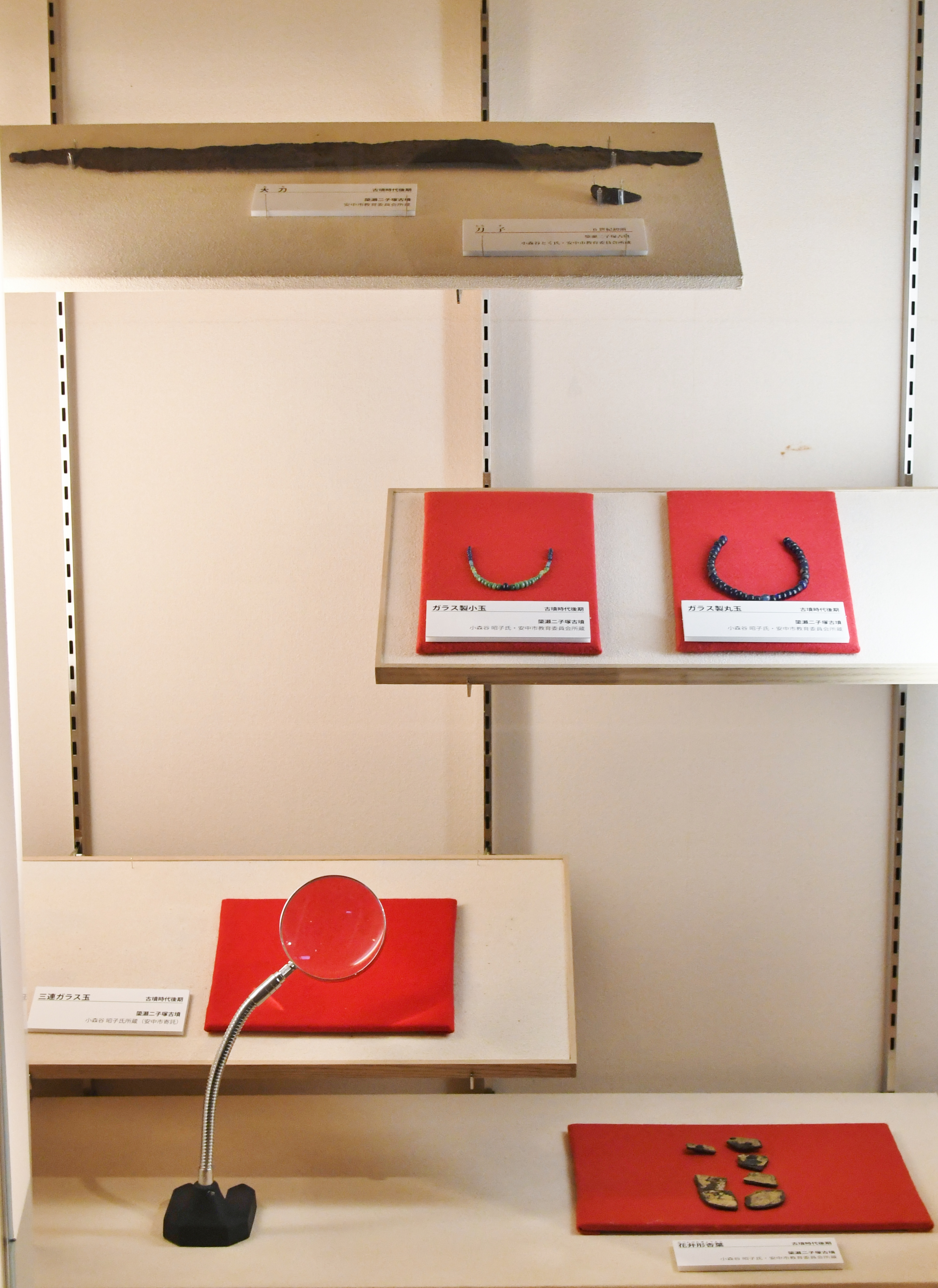
出土品安中市学習の森ふるさと学習館展示。

石室内出土品としては、1879年（明治12年）開封時のものと、1995年（平成7年）以降の発掘調査時のものとがある。内容は次の通り。
- 装身具：ガラス製小玉・丸玉・勾玉・棗玉・翡翠製勾玉・碧玉製管玉・水晶製丸玉・算盤玉・切子玉・金箔ガラス三連小玉2・銅製丸玉2・銀製垂飾付耳飾残欠・金銅製耳環
- 武器・武具・工具類：長頸鏃・刀子・鉇・捩環頭残片・金銅製三輪玉・挂甲小札
- 馬具：鉄地金銅貼杏葉・辻金具
- 石製模造品（鏡形・有孔円盤・半月形・鎌形・刀子形・斧形・短甲形・盾形・鏃形・剣形・臼玉）
- 須恵器（坏蓋・坏身・無蓋高坏・短脚高坏・長頸壺・𤭯・提瓶など）

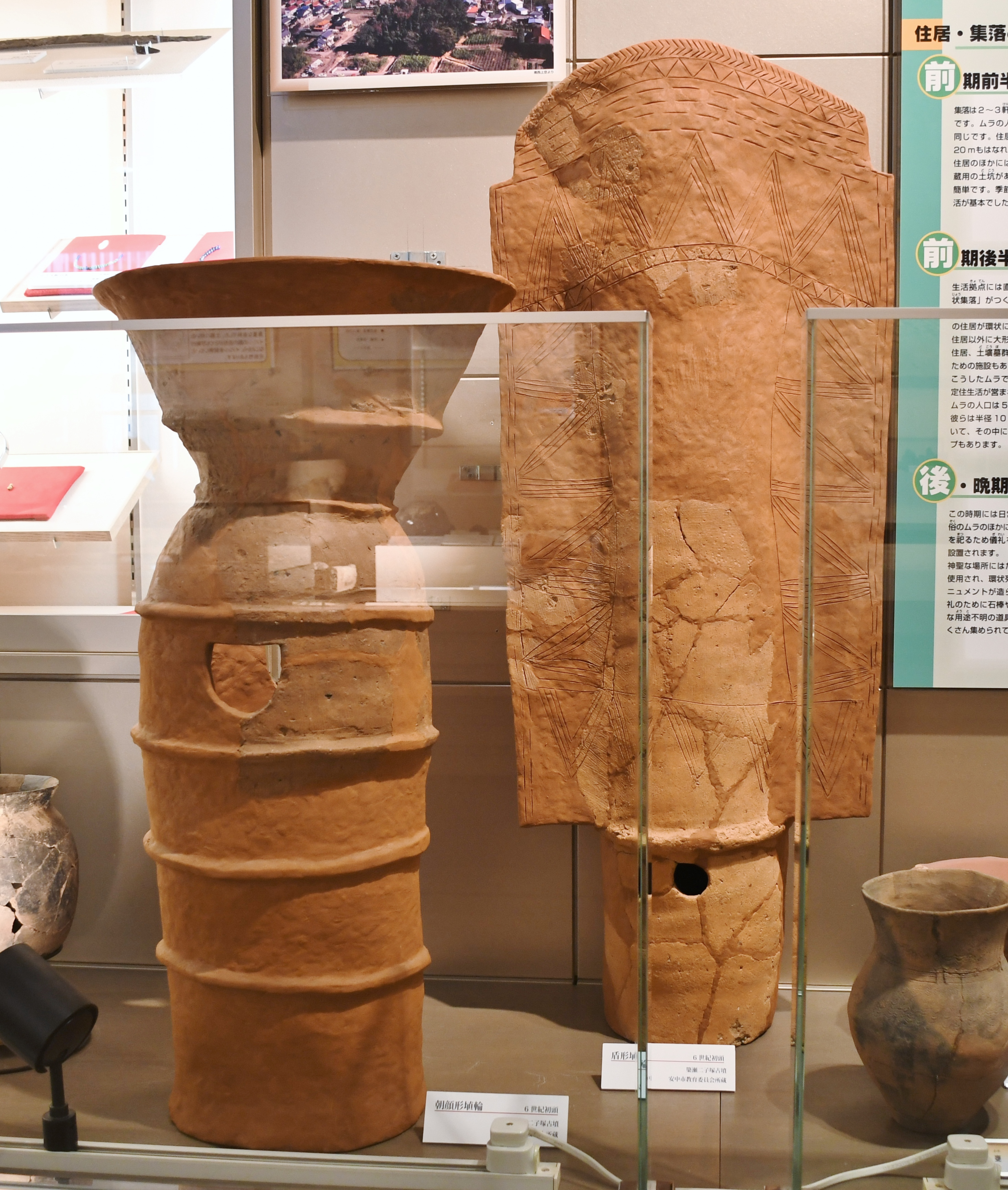
出土埴輪 安中市学習の森ふるさと学習館展示。

## 文化財

### 国の史跡
- 簗瀬二子塚古墳 - 2018年（平成30年）10月15日指定[5]。

### 安中市指定文化財
- 重要文化財（有形文化財）
  - 簗瀬二子塚古墳出土品 - 安中市学習の森ふるさと学習館保管。2012年（平成24年）11月27日指定[7]。

## 関連施設
- 簗瀬二子塚古墳ガイダンス棟（安中市簗瀬） - 簗瀬二子塚古墳に隣接するガイダンス施設。
- 安中市学習の森ふるさと学習館（安中市上間仁田） - 簗瀬二子塚古墳の出土品を保管・展示。

## 関連文献
（記事執筆に使用していない関連文献）
- 『簗瀬二子塚古墳・簗瀬首塚古墳 -市史編さん事業及び都市計画道路建設事業に伴う範囲確認調査及び埋蔵物文化財発掘調査報告書-』安中市教育委員会、2003年。 - リンクは奈良文化財研究所「全国文化財総覧」。
- 『簗瀬二子塚古墳の世界』安中市ふるさと学習館、2016年。
- 『安中市指定史跡簗瀬二子塚古墳整備事業報告書 -安中市指定文化財簗瀬二子塚古墳整備事業報告書-』安中市教育委員会、2016年。
- 『史跡 簗瀬二子塚古墳保存活用計画』安中市教育委員会、2023年。 - リンクは奈良文化財研究所「全国文化財総覧」。